# Ptilodus
Ptilodus é um género extinto de mamíferos da ordem Multituberculata, que viveram durante o período Paleoceno na América do Norte. Era relativamente grande, media 30 a 50 cm de comprimento; crê-se que o seu aspecto era semelhante ao de um esquilo florestal.